# Marcin Wasilewski
Marcin Wasilewski ([ˈmartɕin vaɕiˈlɛvski]; 9 de juny de 1980 a Kraków), més conegut com a Wasyl, és un futbolista polonès que actualment juga de defensa pel Leicester City i la selecció de futbol de Polònia.